# Postfix
Postfix — агент передачи почты (MTA — mail transfer agent). Postfix является свободным программным обеспечением, создавался как альтернатива Sendmail.
Изначально Postfix был разработан Вейтсом Венемой в то время, когда он работал в Исследовательском центре имени Томаса Уотсона компании IBM. Первые версии программы стали доступны в середине 1999 года.
Postfix имеет модульную архитектуру, которая позволяет создать быструю почтовую систему. Так, например, привилегии root требуются только для открытия порта (TCP 25 порт), а демоны, которые выполняют основную работу, могут работать непривилегированным пользователем в изолированном (chroot) окружении, что позитивно сказывается на безопасности.
Архитектура Postfix выполнена в стиле UNIX — где простые программы выполняют минимальный набор функций. Во время простоя почтовой системы ненужные демоны могут прекращать свою работу, высвобождая тем самым память, а при необходимости снова запускаются master-демоном.
Имеет более простую и понятную конфигурацию по сравнению с Sendmail и меньшую ресурсоёмкость (во время простоя почтовой системы).
Совместим с AIX, BSD, HP-UX, IRIX, GNU/Linux, Mac OS X, Solaris, Tru64 UNIX, фактически может быть собран на любой Unix-подобной операционной системе, поддерживающей POSIX и имеющей компилятор C. Является службой пересылки почты по умолчанию в ОС NetBSD.